# Cardenas, San Luis Potosí
Cardenas är en ort i Mexiko.   Den ligger i kommunen Cárdenas och delstaten San Luis Potosí, i den centrala delen av landet, 290 km norr om huvudstaden Mexico City. Cardenas ligger 1 220 meter över havet och antalet invånare är 15 331.
Terrängen runt Cardenas är huvudsakligen kuperad, men norrut är den platt. Runt Cardenas är det glesbefolkat, med 18 invånare per kvadratkilometer. Cardenas är det största samhället i trakten. I omgivningarna runt Cardenas växer huvudsakligen savannskog.